# Joe Batt's Arm-Barr'd Islands-Shoal Bay
Joe Batt's Arm-Barr'd Islands-Shoal Bay est une anciennce commune canadienne située sur l'île de Fogo dans la province de Terre-Neuve-et-Labrador.